# Cola di Monforte
Nicola (o Nicolò) di Monforte-Gambatesa, noto come Cola di Monforte (Napoli, 1415 – Padova, agosto 1478), è stato un nobile e condottiero italiano.
Fu conte di Campobasso e Termoli, signore di Apricena, Campodipietra, Campomarino, Castellino del Biferno, Castelvetere in Val Fortore, Celenza Valfortore, Commercy, Ferrazzano, Fragneto Monforte, Gambatesa, Mirabello Sannitico, Monacilioni, Montorio nei Frentani, Oratino, Pesco Sannita, Pietrelcina, Pontelandolfo, Ripalimosani, Serracapriola e Tufara, e governatore degli Abruzzi.

## Biografia
Nicola di Monforte-Gambatesa nacque a Napoli nel 1415 da Angelo di Monforte-Gambatesa. Non è del tutto accertata l'identità della madre, che gli storici identificano con Giovannella Caracciolo o con Giovanna da Celano, figlia del conte di Celano Nicolò e di Maria Marzano. Sin da giovane venne avviato alla carriera militare cominciando dal settore nautico e proseguendo poi nella compagnia di ventura di Jacopo Caldora insieme allo zio Carlo di Monforte-Gambatesa. Mortogli il padre, gli pervennero nel 1450 tutti i suoi feudi.
Nell'agosto del 1458 ricevette dal re del Regno di Napoli Ferrante d'Aragona il comando di 3 galee che utilizzò per commettere atti di pirateria nei confronti delle navi della Repubblica di Firenze. Nel dicembre dello stesso anno venne nominato governatore degli Abruzzi. L'anno seguente ereditò anche i feudi dello zio Carlo di Monforte-Gambatesa; in novembre rinunciò alla carica di governatore col pretesto di soccorrere Macchiagodena, assediata da Antonio Caldora. Si schierò però con quest'ultimo e, mentre si dirigevano con 900 cavalieri insieme ai condottieri Buffillo Del Giudice, Giacomo Montagano, Jacopo Capece Galeota e Ruggero Accrocciamuro in Terra di Lavoro per congiungersi con l'esercito di Giovanni d'Angiò-Valois, pretendente al trono del Regno di Napoli, si scontrarono con Matteo di Capua. A causa di tale comportamento i suoi feudi vennero assediati dagli Aragonesi e molti di questi gli furono confiscati e finirono in mano ad Antonio d'Accio, condottiero di una delle truppe dell'esercito di Ferrante. Appresa la notizia della sconfitta degli Aragonesi nella battaglia di Sarno, firmò l'appello dei baroni ribelli diretto a papa Pio II affinché abbandonasse la sua alleanza col re.
Nel marzo 1461 represse con violenza un complotto ordito ai suoi danni da sostenitori del re: fece imprigionare l'abate di San Giorgio in Benevento e ne ordinò l'impiccagione del di lui fratello Gorone.
Fino al 1464 continuarono gli assedi ai suoi feudi da parte delle truppe di Alessandro Sforza e Roberto Sanseverino d'Aragona, al servizio di Ferrante; fu costretto quindi ad arrendersi e ad uscire insieme ai propri familiari dai confini del Regno di Napoli: giunse a Rimini, a Bologna, a Revere ed infine a Mantova nel 1465 (dopo aver trascorso anche un breve soggiorno in Provenza), dove si stabilì. Qui scoprì l'adulterio della moglie e la uccise, macchiandosi così di uxoricidio.
Nel 1466 si recò in Provenza e qui prese parte con 900 uomini d'arme alla Lega del bene pubblico contro il re Luigi XI di Francia. L'anno successivo divenne consigliere di Renato d'Angiò-Valois e si scontrò a Gerona, in Spagna, con gli Aragonesi di Ferdinando il Cattolico, venendo sconfitto. Continuò gli scontri in Spagna tra alti e bassi fino al luglio del 1472, quando passò a servire Carlo il Temerario, il quale gli ordinò di fare ritorno in Italia per radunare 400 uomini d'arme, 100 balestrieri a cavallo e 200 provvigionati. Nonostante varie difficoltà riuscì ad eseguire il compito assegnatogli e Carlo lo nominò suo ciambellano. Prese quindi parte all'assedio di Neuss, ma la missione si rivelò una vera e propria disfatta: furono numerosissime le perdite, Cola di Monforte venne imprigionato e quivi si ammalò riuscendo dopo varie trattative ad essere liberato. Ci riprovò con Jacopo Capece Galeota nel 1475 ed anche questa volta l'assedio fu un fallimento e tantissime furono le vittime.
Nel 1475, tornato al servizio di Giovanni d'Angiò-Valois, conquistò molti feudi francesi. Inimicatosi per alcune vicissitudini con questi, tornò a servire il Temerario. Prese dunque parte a conflitti a Metz e Nancy. Nel 1477 passò a servire Renato II di Lorena prendendo parte ad un nuovo assedio a Nancy, dove il Temerario perse la vita. La disfatta e il conseguente decesso di quest'ultimo in battaglia furono causate proprio dal conte Cola, il quale, avendo subito alcuni giorni prima delle offese e ricevuto uno schiaffo da parte del Temerario, volle defezionare verso l'esercito di Renato, e in memoria di tale avvenimento sventolò una sua bandiera con impressi un grande blocco di marmo spezzato dalla lenta azione di un caprifico e un motto costituito dalla frase latina di Marco Valerio Marziale "Ingentia marmora findit caprificus", che significa proprio "Il caprifico spezza i grandi marmi". Nel giugno di quell'anno passò al soldo della Repubblica di Venezia ottenendo una condotta di 500 cavalieri per due anni di ferma ed uno di rispetto. In novembre venne mandato in Friuli-Venezia Giulia ad affrontare i Turchi, dove ottenne molti rinforzi e successi in campo aperto.
Cola di Monforte morì di peste a Padova nell'agosto del 1478.

## Ascendenza
Di seguito è riportata l'ascendenza del condottiero Cola di Monforte. Per quanto riguarda gli antenati da parte della madre, per ogni membro il grafico è stato suddiviso in due parti: la riga soprastante riporta gli avi di Giovannella Caracciolo, mentre la riga sottostante quelli di Giovanna da Celano.
|                                           |                    |                        | Genitori              |  |  | Nonni |  |  | Bisnonni                       |  |  | Trisnonni            |  |
|                                           |                    |                        |                       |  |  |       |  |  | Riccardo di Monforte-Gambatesa |  |  | Giovanni di Monforte |  |
|                                           |                    |                        |                       |  |  |       |  |  | Riccardo di Monforte-Gambatesa |  |  | Giovanni di Monforte |  |
|                                           |                    | Sibilia di Gambatesa   |                       |  |  |       |  |  | Riccardo di Monforte-Gambatesa |  |  |                      |  |
| Guglielmo di Monforte-Gambatesa           |                    |                        |                       |  |  |       |  |  | Riccardo di Monforte-Gambatesa |  |  |                      |  |
|                                           |                    | ?                      | ?                     |  |  |       |  |  |                                |  |  |                      |  |
|                                           |                    | ?                      | ?                     |  |  |       |  |  |                                |  |  |                      |  |
|                                           |                    | ?                      | ?                     |  |  |       |  |  |                                |  |  |                      |  |
| Angelo di Monforte-Gambatesa              |                    | ?                      |                       |  |  |       |  |  |                                |  |  |                      |  |
|                                           |                    | ?                      | ?                     |  |  |       |  |  |                                |  |  |                      |  |
|                                           |                    | ?                      | ?                     |  |  |       |  |  |                                |  |  |                      |  |
|                                           |                    | ?                      | ?                     |  |  |       |  |  |                                |  |  |                      |  |
| ? Montagano                               |                    | ?                      |                       |  |  |       |  |  |                                |  |  |                      |  |
|                                           |                    | ?                      | ?                     |  |  |       |  |  |                                |  |  |                      |  |
|                                           |                    | ?                      | ?                     |  |  |       |  |  |                                |  |  |                      |  |
|                                           |                    | ?                      | ?                     |  |  |       |  |  |                                |  |  |                      |  |
| Nicola di Monforte-Gambatesa              |                    | ?                      |                       |  |  |       |  |  |                                |  |  |                      |  |
|                                           | ? Pietro da Celano | ? Ruggero da Celano    |                       |  |  |       |  |  |                                |  |  |                      |  |
|                                           | ? Pietro da Celano | ? Ruggero da Celano    |                       |  |  |       |  |  |                                |  |  |                      |  |
|                                           | ? Pietro da Celano | ?                      |                       |  |  |       |  |  |                                |  |  |                      |  |
| ? Nicolò da Celano                        | ? Pietro da Celano |                        |                       |  |  |       |  |  |                                |  |  |                      |  |
|                                           |                    | ?                      | ?                     |  |  |       |  |  |                                |  |  |                      |  |
|                                           |                    | ?                      | ?                     |  |  |       |  |  |                                |  |  |                      |  |
|                                           |                    | ?                      | ?                     |  |  |       |  |  |                                |  |  |                      |  |
| Giovannella Caracciolo Giovanna da Celano |                    | ?                      |                       |  |  |       |  |  |                                |  |  |                      |  |
|                                           |                    | ? Giacomo Marzano      | ? Roberto Marzano     |  |  |       |  |  |                                |  |  |                      |  |
|                                           |                    | ? Giacomo Marzano      | ? Roberto Marzano     |  |  |       |  |  |                                |  |  |                      |  |
|                                           |                    | ? Giacomo Marzano      | ?                     |  |  |       |  |  |                                |  |  |                      |  |
| ? Maria Marzano                           |                    | ? Giacomo Marzano      |                       |  |  |       |  |  |                                |  |  |                      |  |
|                                           |                    | ? Caterina Sanseverino | ? Ruggero Sanseverino |  |  |       |  |  |                                |  |  |                      |  |
|                                           |                    | ? Caterina Sanseverino | ? Ruggero Sanseverino |  |  |       |  |  |                                |  |  |                      |  |
|                                           |                    | ? Caterina Sanseverino | ? Marchesa del Balzo  |  |  |       |  |  |                                |  |  |                      |  |
|                                           |                    | ? Caterina Sanseverino |                       |  |  |       |  |  |                                |  |  |                      |  |

## Discendenza
Si sposò a Civitacampomarano il 21 novembre 1450 con Altobella di Sangro, figlia del duca di Torremaggiore Paolo di Sangro e di Abenante Attendolo. Verrà uccisa da lui nel 1465 perché macchiatasi di adulterio. Da lei ebbe due figli, Angelo, figlio primogenito, e Giovanni.